# 紀元前227年
紀元前227年（きげんぜん227ねん）は、ローマ暦の年である。
当時は、「プブリウス・ウァレリウス・フラックスとマルクス・アティリウス・レグルスが共和政ローマ執政官に就任した年」として知られていた（もしくは、それほど使われてはいないが、ローマ建国紀元527年）。紀年法として西暦（キリスト紀元）がヨーロッパで広く普及した中世時代初期以降、この年は紀元前227年と表記されるのが一般的となった。

## 他の紀年法
- 干支 : 甲戌
- 日本
  - 皇紀434年
  - 孝霊天皇64年
- 中国
  - 秦 - 始皇20年
  - 楚 - 楚王負芻元年
  - 斉 - 斉王建38年
  - 燕 - 燕王喜28年
  - 趙 - 代王嘉元年
  - 魏 - 魏王假元年
- 朝鮮 :
- ベトナム :
- 仏滅紀元 : 320年
- ユダヤ暦 :

## できごと

### イリュリア
- 女王テウタは降伏し、ローマとの不名誉な和平を受け入れさせられた。ローマは彼女の在位を許可したが、首都シュコドラの周りの狭い範囲に限定してその他全ての領土を剥奪した。また、首都のすぐ南のLissusを超えて軍船を出すことを禁じられた。

### ギリシア
- マケドニア王国の摂政アンティゴノス3世は前王デメトリウス2世の未亡人プティアと結婚し、若いピリッポス5世を退位させた。
- スパルタ王クレオメネス3世は、借金の帳消しや4,000人の市民への土地の供与、若者への格闘技訓練等を含む国内の改革を断行した。
- クレオメネス3世は、メガロポリス近郊のLycaeumとLadoceiaでアラトゥスの率いるアカイア同盟の軍を破った。

### 共和政ローマ
- サルディニア県とコルシカ県は統合された。ローマは、この県とシチリアのために2人のプラエトルを選出した。
- ガイウス・フラミニウスがシチリアの最初の知事となった。

### セレウコス朝
- アンティオコス・ヒエラクスが兄のセレウコス2世に対してシリアで反乱を起こそうとしたが、捕らえられ、トラキアに追放されて事実上の捕虜となった。

### 中国
- 燕の太子丹が刺客の荊軻を送って、秦王政を暗殺しようと図った。荊軻は暗殺に失敗して、殺された。
- 秦の王翦と辛勝が燕を攻撃し、燕軍および代軍と易水の西で戦って、これを撃破した。

## 死去
- 荊軻：刺客